# Monastir (Tunisia)

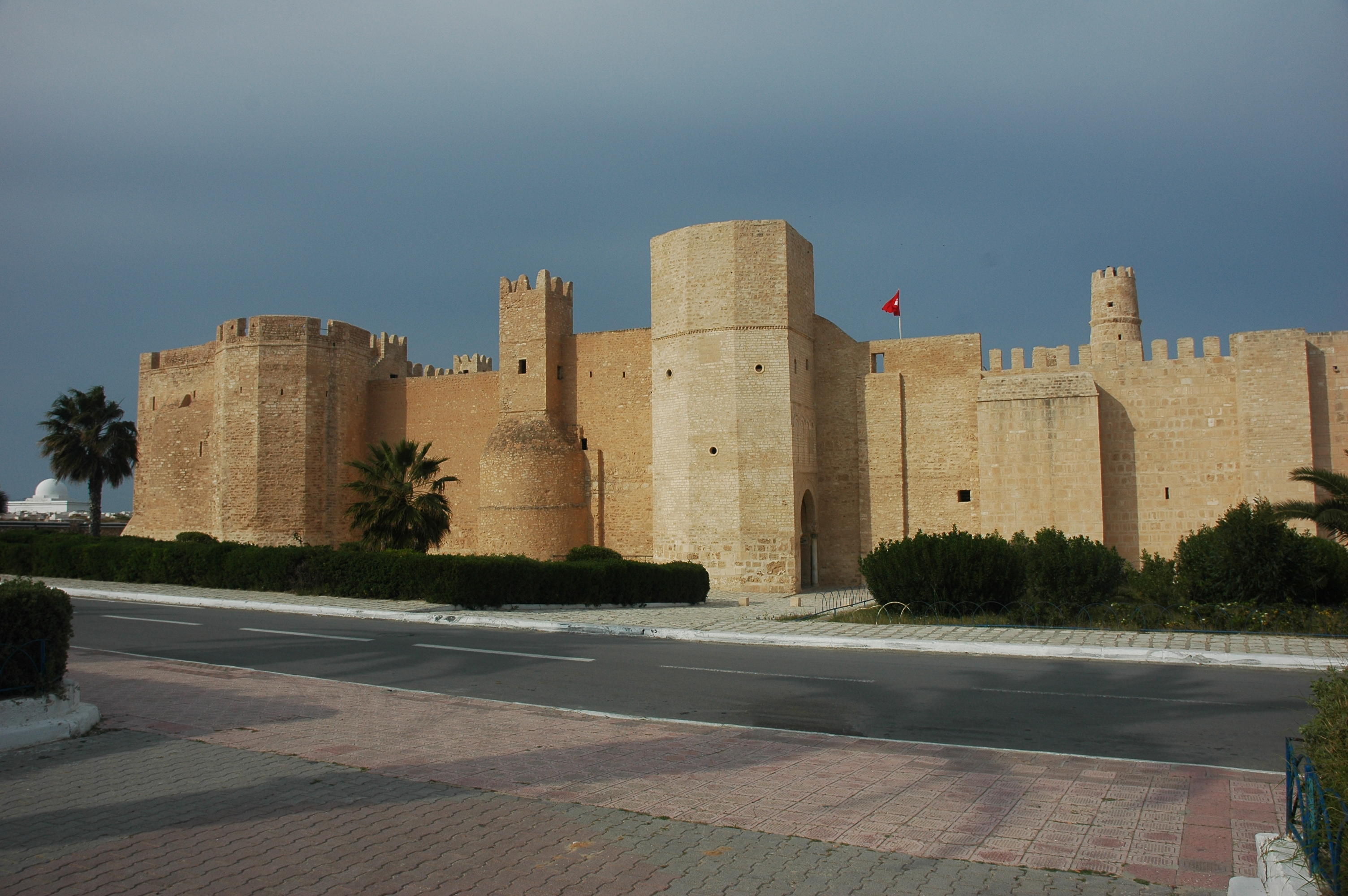
Il ribāṭ di Harthema, Monastir

Monastir (in arabo المنستير‎?, al-munastîr, dal latino monasterium), è una città della Tunisia che si trova sull'estremità meridionale del golfo di Hammamet, a circa 160 km a sud di Tunisi. Capoluogo del governatorato omonimo, è uno dei principali centri del Sahel tunisino.

## Geografia fisica
Monastir si trova sulla punta di una piccola penisola rocciosa che separa il golfo di Hammamet dal golfo di Monastir. Sulla punta del promontorio si trova il porto turistico (Marina) ricavato fra la punta stessa e le due isolette prospicienti il promontorio (isola di Sidi El Gadamsi e isola di Lostaniah). Alle spalle della Marina si trova il cimitero di Sidi El Mazeri, con ad ovest il Mausoleo di Bourguiba e ad est il ribāṭ e la Grande Moschea. La moschea Bourguiba si trova alle spalle del cimitero nel centro della città. Di fronte a Monastir, a circa 16 km a est, si trova l'arcipelago delle isole Kuriate, che costituiscono una riserva naturale della Tunisia.
La principale attività della zona è costituita dal turismo. A nord di Monastir, verso Susa, si trova la zona balneare di Skanes ove sono sorti numerosi alberghi e resort che sono in grado di offrire una ricettività di circa 20.000 posti letto. Oltre al turismo le altre attività economiche riguardano le industrie tessili per il trattamento della lana, la produzione di sale, sapone, e olio d'oliva, oltre alla tradizionale attività peschereccia.
La città ha un famoso ribāṭ (monastero-fortezza), fondato nel 796 d.C., a cui si deve il suo nome. A Monastir è nato il primo presidente della Tunisia, Habib Bourguiba, cui è dedicata una moderna moschea, completata nel 1968. La zona di Monastir-Skanes-Susa è servita dall'aeroporto di Monastir-Habib Bourguiba. A Monastir è presente una Università, che dispone di 5 Facoltà: Scienze, Medicina, Odontoiatria, Farmacia, Scienze Economiche e Gestionali.

## Storia
Nel luogo ove sorge oggi Monastir, nel I millennio a.C. i Fenici fondarono il porto di Rous Penna. Nel 146 a.C. con la sconfitta di Cartagine dopo la terza guerra punica, i Romani presero il controllo della città che fu rinominata Ruspina. Nel periodo della dominazione romana furono edificate le mura di cinta e le terme di cui restano ancora le tracce. Durante la guerra civile tra Cesare e Pompeo fu teatro di un'importante battaglia, la battaglia di Ruspina, combattuta il 4 gennaio del 46 a.C., fra le forze di Giulio Cesare e un esercito pompeiano guidato da Tito Labieno. In quella occasione Cesare fu sconfitto e perse quasi un terzo del suo esercito.
Dopo la conquista araba Monastir è stata una delle città costiere sviluppate dagli Aghlabidi durante il IX secolo. La città contiene i resti di tre ribāṭ, di cui il più importante è il grande ribāṭ di Harthma ibn A'iyan costruito nel 796 d.C. con funzioni militari e religiose. Gli Ottomani rafforzano ulteriormente la città facendone una loro roccaforte.

## Economia

### Turismo
Monastir presenta diversi luoghi di interesse turistico.
Ribāṭ di Harthema
è probabilmente la principale attrazione di Monastir. La sua costruzione è stata avviata nel 796, ma poi ha subito diversi rifacimenti. Gli ultimi restauri sono stati fatti considerando che oramai non serve più per scopi militari. La parte più antica è quella intorno alla torre di vedetta, mentre le mura a sud di questa sono del IX secolo, e le mura settentrionali risalgono all'XI secolo. Alcune piccole aree sono state costruite nel XVIII e XIX secolo. Oggi il cortile è utilizzato per rappresentazioni teatrali e per spettacoli serali. Nel 1976 il regista Franco Zeffirelli girò nel ribāṭ alcune scene del film per la TV Gesù di Nazareth.
Medina
è cambiata totalmente nel 1960, vaste aree sono state abbattute, e sostituite con strade aperte e piacevoli edifici con portici. Della medina originale sono rimaste solo alcune aree, e la maggior parte di queste sono fittamente occupate da bancarelle turistiche.
Museo islamico
è ospitato nella ex sala della preghiera al piano superiore del ribāṭ di Monastir. Vi si trovano una interessante collezione di monete del X e XI secolo, iscrizioni coraniche del VIII e XII secolo, tessuti, vetri, articoli di bronzo, antiche ceramiche tunisine, gioielli e un astrolabio del 927 proveniente da Cordova.
Moschee
La principale moschea di Monastir è collocata accanto al ribāṭ. Ha una pianta a base quadrata e fu costruita nel IX secolo, e successivamente ricostruita nell'XI. L'altra moschea importante è la moschea Bourguiba costruita nel 1963. Nonostante la sua giovane età, è stata costruita secondo schemi tradizionali. Le porte in legno di teak sono state costruite da artigiani di Kairouan. La sala della preghiera è ornata con 86 colonne di marmo rosa. Può ospitare fino a 1.000 fedeli.
Mausoleo di Bourguiba
è stato costruito a partire dal 1963, e ha molte somiglianze con i tipici santuari islamici dedicati ai santi (zawiyya). È formato da 3 cupole (2 verdi e una dorata) e 2 minareti che segnano l'ingresso al complesso. Habib Bourguiba è stato il primo presidente della Tunisia, e anche se non è mai stato eletto dal popolo in elezioni libere, è generalmente considerato come il padre della moderna nazione. Bourguiba morì nel 2000 e fu sepolto qui. Prima di lui i suoi genitori e sua moglie erano stati entrambi sepolti nel mausoleo.

## Trasporti
- Treno: La città è servita da 5 fermate dalla linea Metro du Sahel. Il servizio è svolto con treni climatizzati.
- L'aeroporto di Monastir-Habib Bourguiba si trova a 8 km dal centro ed è il secondo aeroporto per traffico del Paese.

## Amministrazione

### Gemellaggi
Monastir è gemellato con:
- Münster, Germania, dal 1969

## Galleria d'immagini

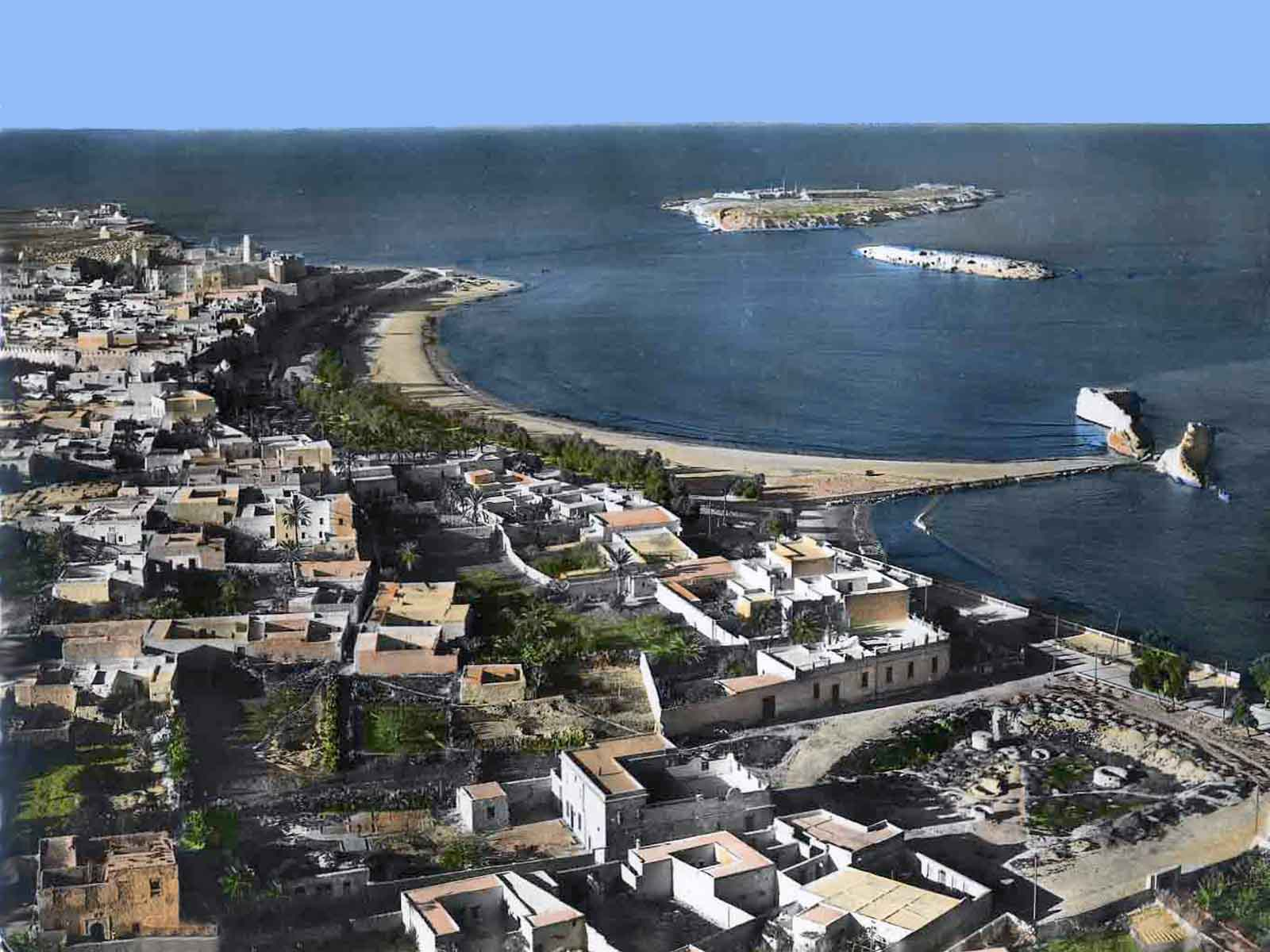
Come appariva Monastir nel 1956
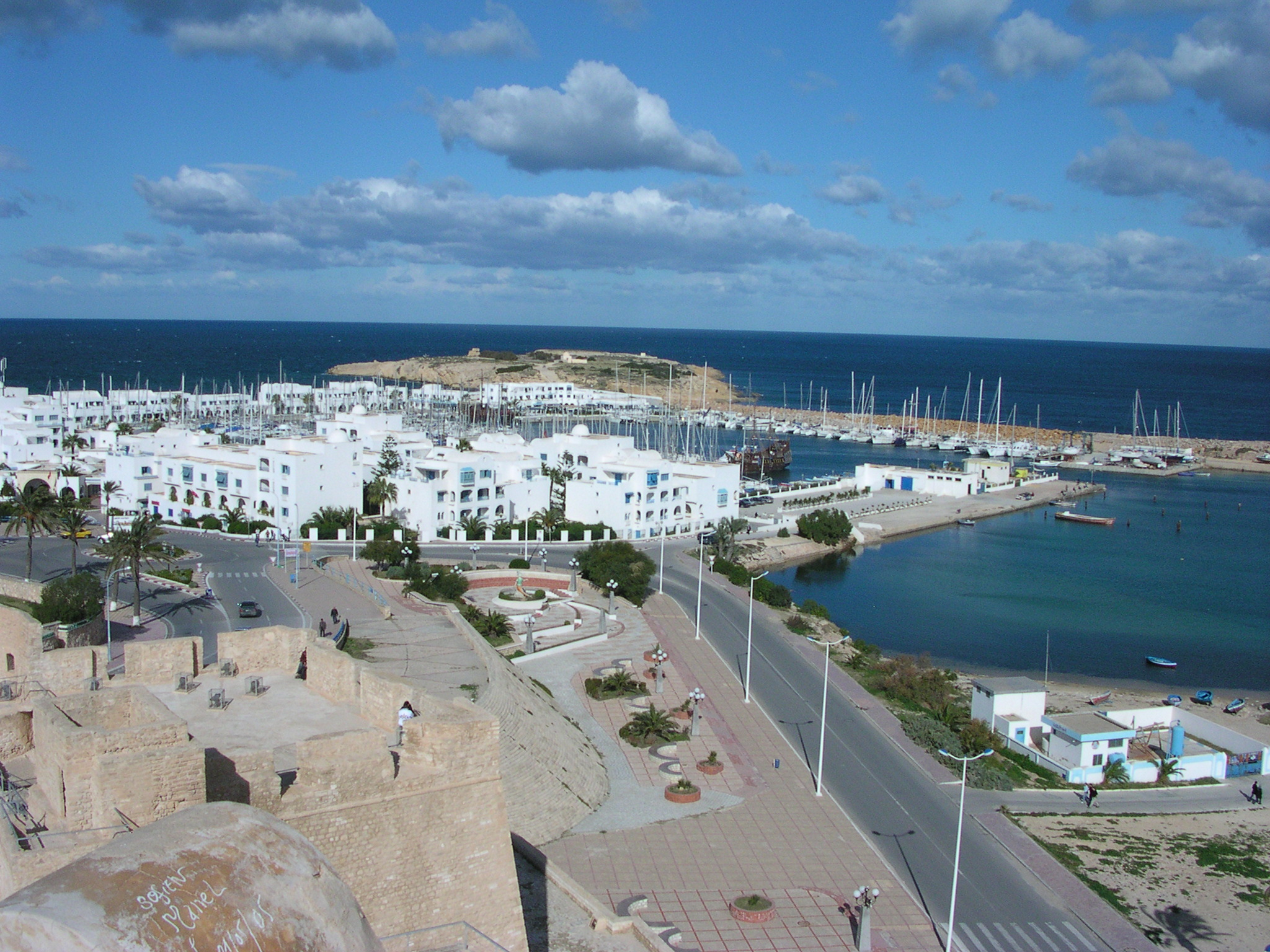
Lo stesso posto oggi...
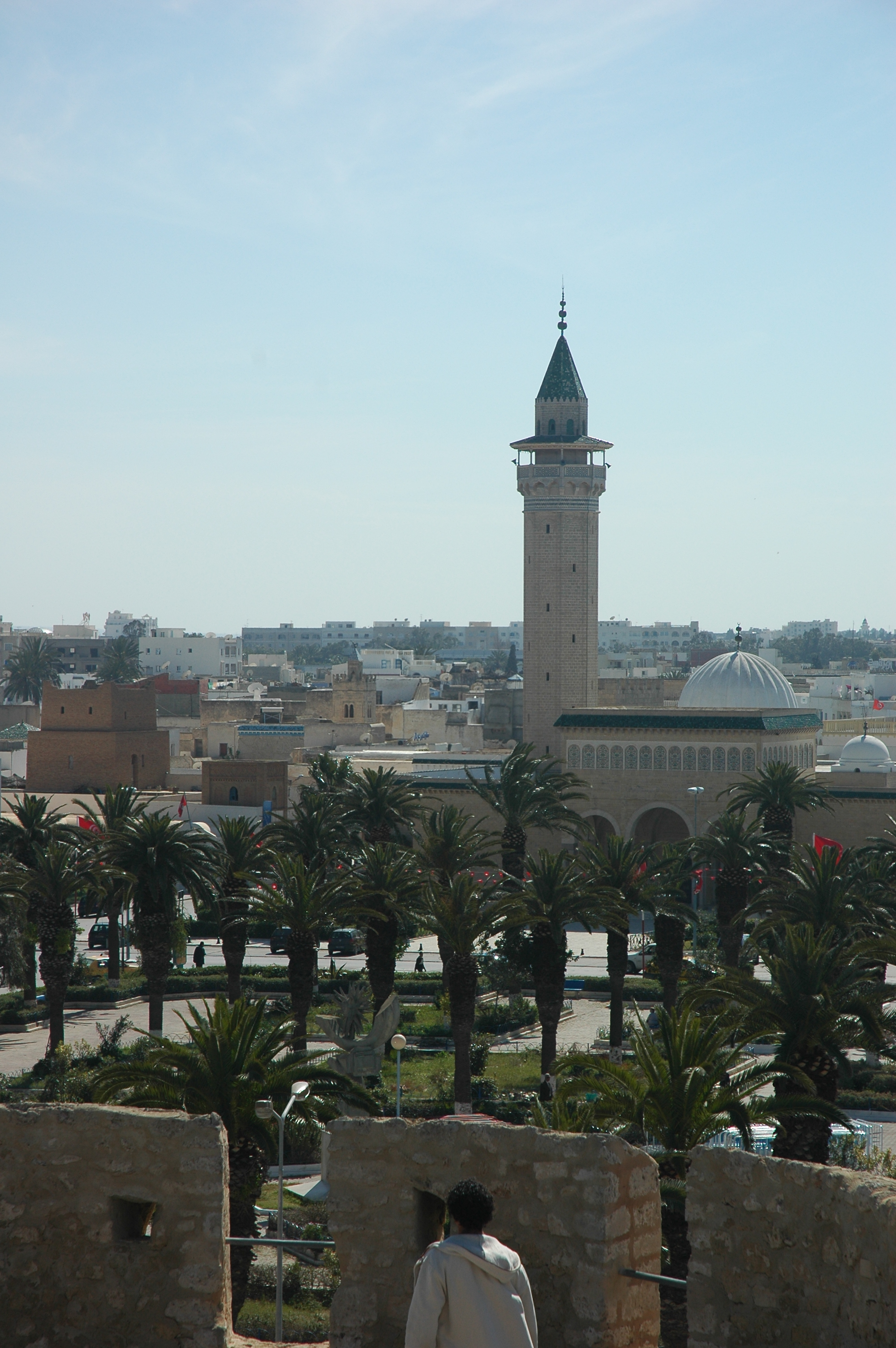
Moschea Bourghiba
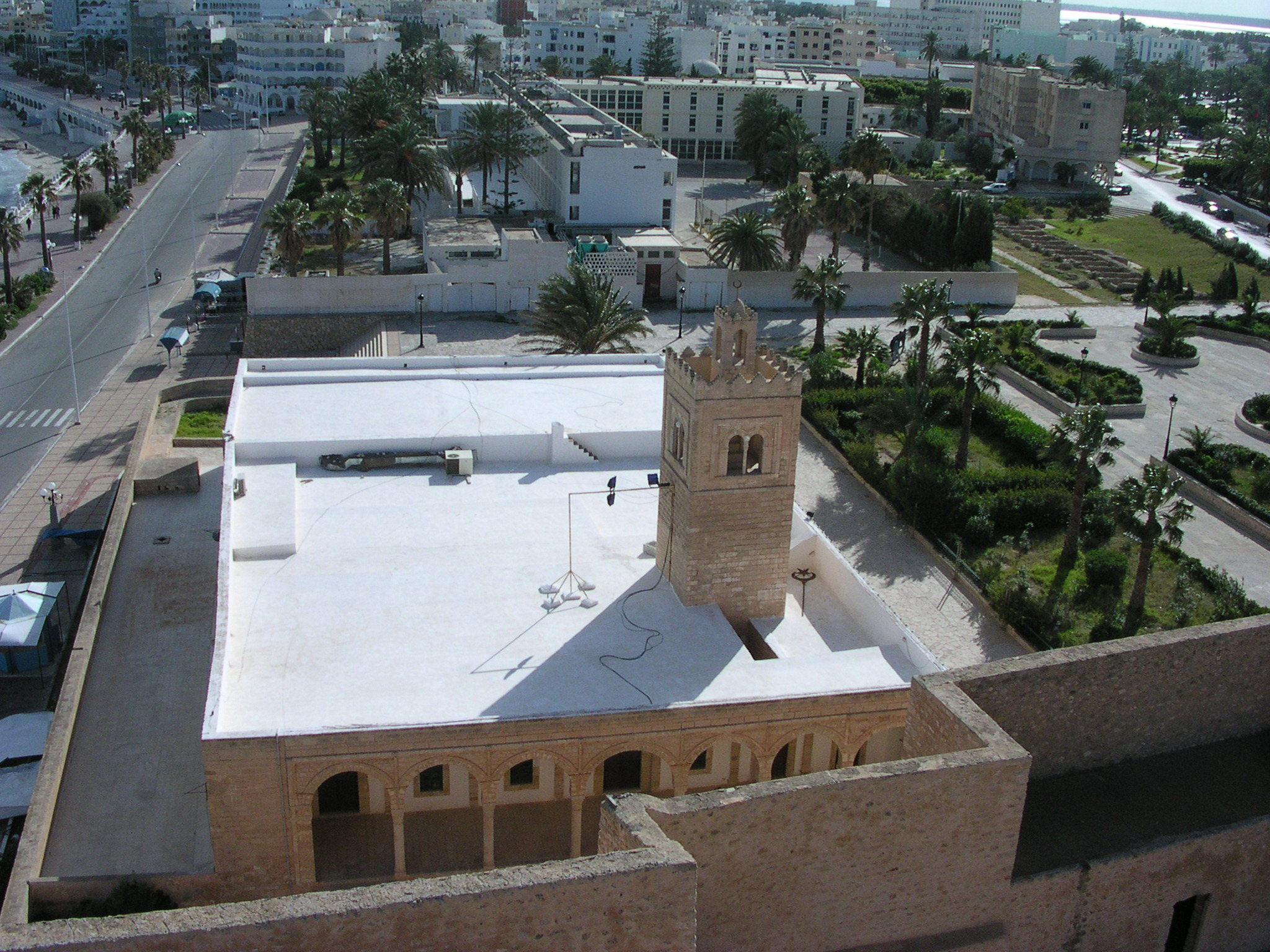
Grande Moschea
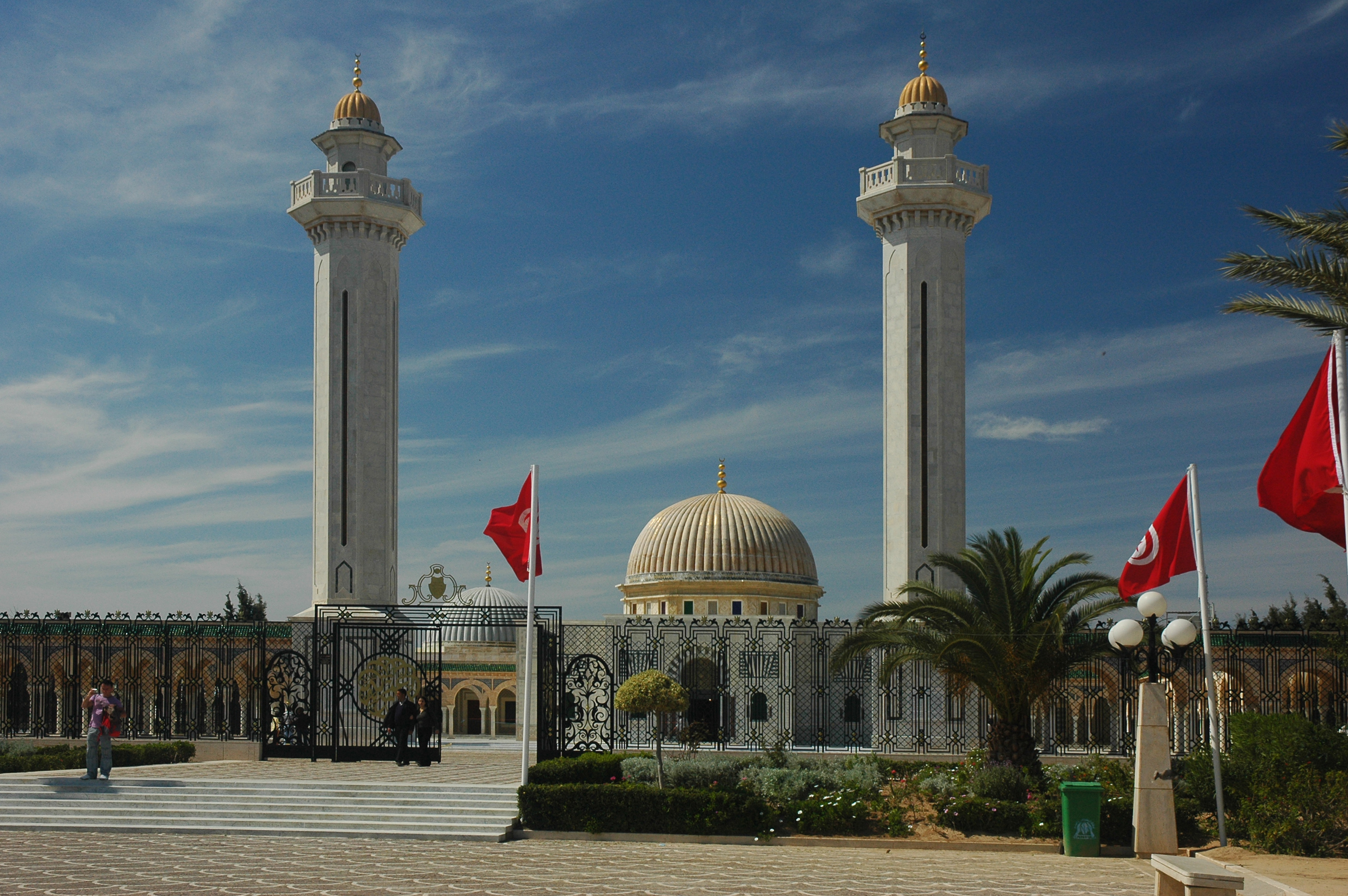
Mausoleo Bourghiba
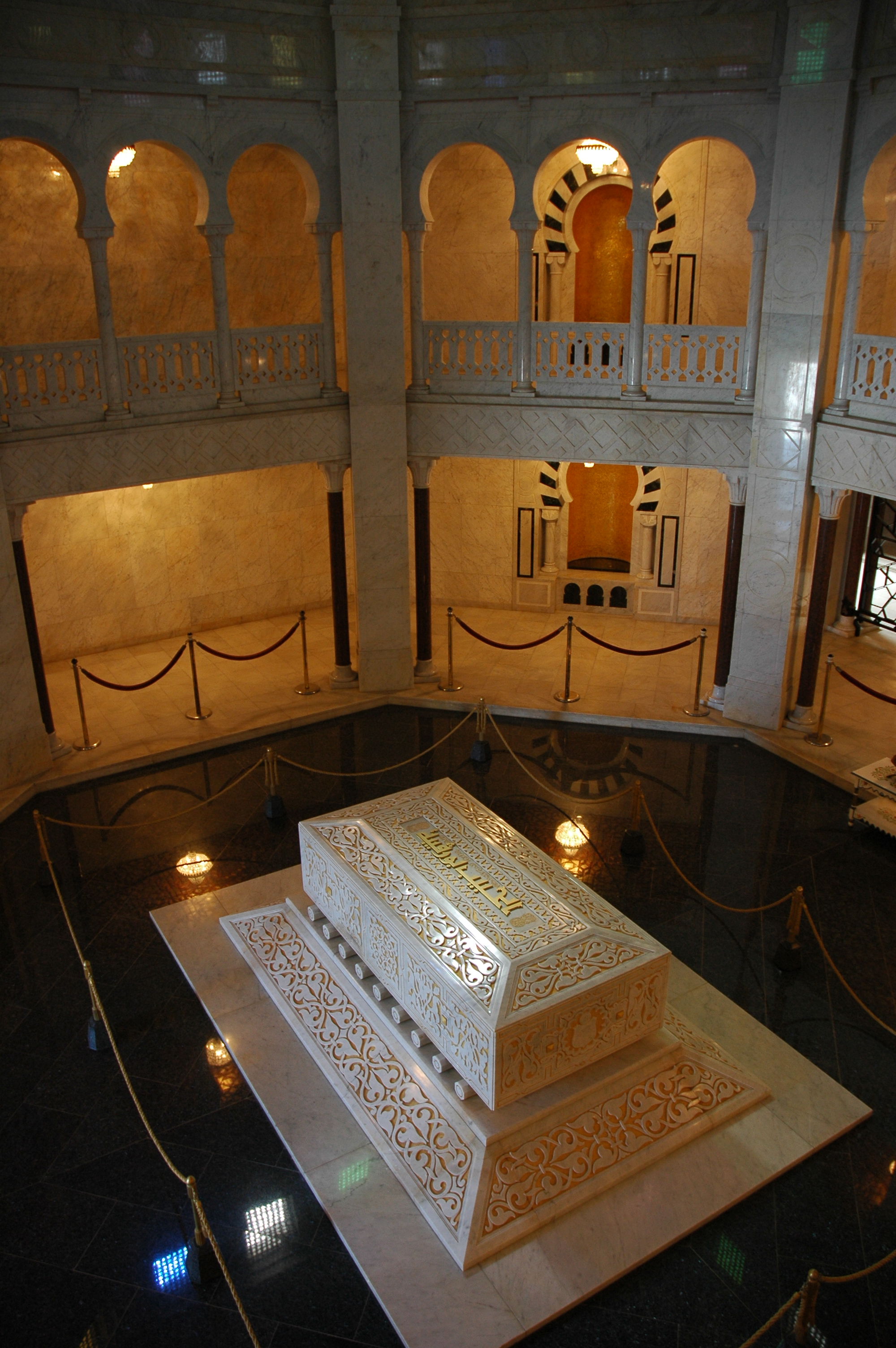
Tomba di Buorghiba